# Фетиг (Вранча)
Фетиг (рум. Fetig) насеље је у Румунији у округу Вранча у општини Андрејашу де Жос. Oпштина се налази на надморској висини од 530 m.

## Становништво
Према подацима из 2002. године у насељу је живело 86 становника, од којих су сви румунске националности.